# Berendrecht
 (août 2022).
Si vous disposez d'ouvrages ou d'articles de référence ou si vous connaissez des sites web de qualité traitant du thème abordé ici, merci de compléter l'article en donnant les références utiles à sa vérifiabilité et en les liant à la section « Notes et références ».

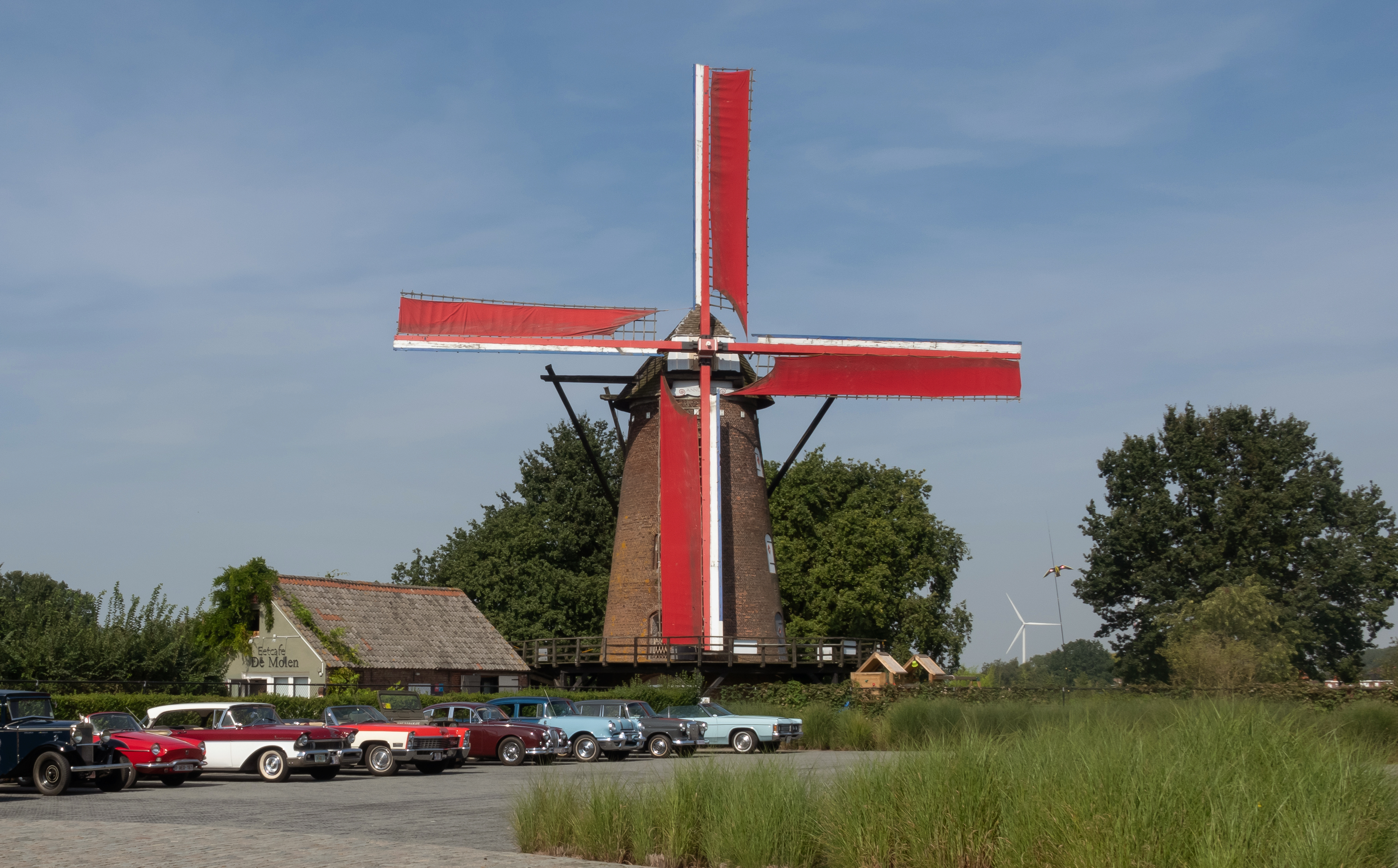
Berendrecht, le moulin: le Buitenmolen

Berendrecht est un village du district de Berendrecht-Zandvliet-Lillo appartenant à la ville d'Anvers, dans la province du même nom, en Région flamande.
C'était une commune à part entière avant sa fusion avec Lillo et Zandvliet, le 1er janvier 1958, pour former le district actuel.

## Histoire

### Moyen Âge
C'est une ancienne paroisse qui était déjà connue en 1184 et en 1212 comme fief de Godfried van Schoten, seigneur de Breda. L'histoire de Berendrecht sera toujours intimement liée à la lutte contre l'eau.
Pendant des années, les constructeurs de digues se sont battus avec des moyens primitifs pour protéger le noyau résidentiel contre la violence des assauts de l'eau. Le village a été inondé à plusieurs reprises et partiellement détruit, notamment au cours des XIIIe, XIVe, XVIe et XVIIe siècles. Lorsque Berendrecht a été englouti par les eaux en 1328, le centre du village a été déplacé vers des terrains plus élevés qui ont été cédés par la municipalité de Zandvliet. En février 1953, le village est de nouveau inondé, pour la dernière fois jusqu'à ce jour.
Le village a également beaucoup souffert des occupations étrangères et a toujours été en ligne de mire lors de la bataille entre les Pays-Bas du Nord et les Espagnols. Ces deux belligérants ont souvent utilisé la stratégie de l'inondation stratégique pour forcer la forteresse de Lillo, le fort aujourd'hui disparu du Fort Frederik-Hendrik de Berendrecht (démantelé en 1785) et la forteresse de Zandvliet, à se rendre. La population a toujours été victime des progrès des forces militaires en constante évolution et des occupations étrangères.
Le Monnikenhof a été fondé au XVe siècle, une belle résidence pour cette époque avec des cours et des étangs. Il appartenait aux abbés et seigneurs de l'Abbaye Saint-Michel d'Anvers. Le Monnikenhof était situé à l'emplacement actuel du quartier "Viswater".

### Epoque moderne
Entre 1937 et 1939, le Canal antichar d'Anvers ou Antitankgracht (nl) a été construit à la frontière entre Berendrecht et Stabroek pour défendre Anvers contre d'éventuelles attaques de chars ennemis.
En 1958, Berendrecht, Zandvliet et Lillo ont été ajoutés à Anvers et le paysage des polders a été en grande partie transformé par expropriation pour l'expansion du port. Depuis la décentralisation de 2000, ces trois anciennes communes qui partagent le code postal 2040 ont été fusionnées sous le nom de district de Berendrecht-Zandvliet-Lillo, parfois abrégé en Bezali.

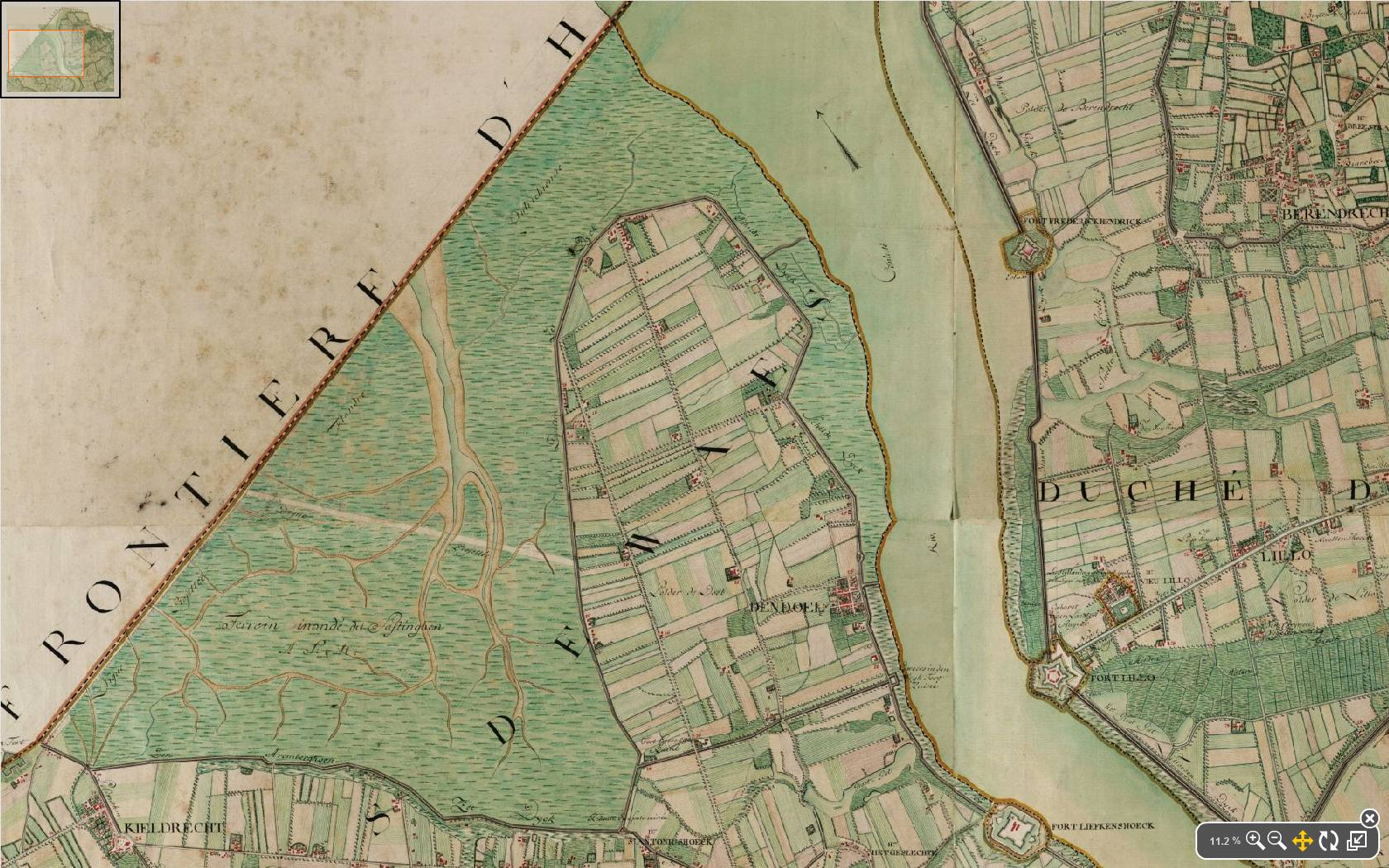
Mention de Berendrecht (en haut à droite) sur une carte de Joseph Johann Ferraris (1726 – 1814) de 1775.

## Démographie

### Évolution démographique
- Sources : INS, Rem. : 1831 jusqu'en 1947 = recensements[2].